# Sumbersari (Wadaslintang)
Sumbersari is een bestuurslaag in het regentschap Wonosobo van de provincie Midden-Java, Indonesië. Sumbersari telt 558 inwoners (volkstelling 2010).